# Acrocercops unistriata
Acrocercops unistriata là một loài bướm đêm thuộc họ Gracillariidae. Nó được tìm thấy ở Trung Quốc (Quảng Đông, Chiết Giang), Hồng Kông, Nhật Bản (Tusima, Honshū, quần đảo Ryukyu, Shikoku), Nepal và Đài Loan.
Sải cánh dài 6.5-9.4 mm.
Ấu trùng ăn Castanopsis indica, Castanopsis lanata, Lithocarpus glaber, Quercus acuta, Quercus acutissima, Quercus glauca, Quercus pachyloma, Quercus phillyraeoides, Quercus serrata và Quercus sessilifolia. Chúng ăn lá nơi chúng làm tổ.